# Legende vom Colapesce

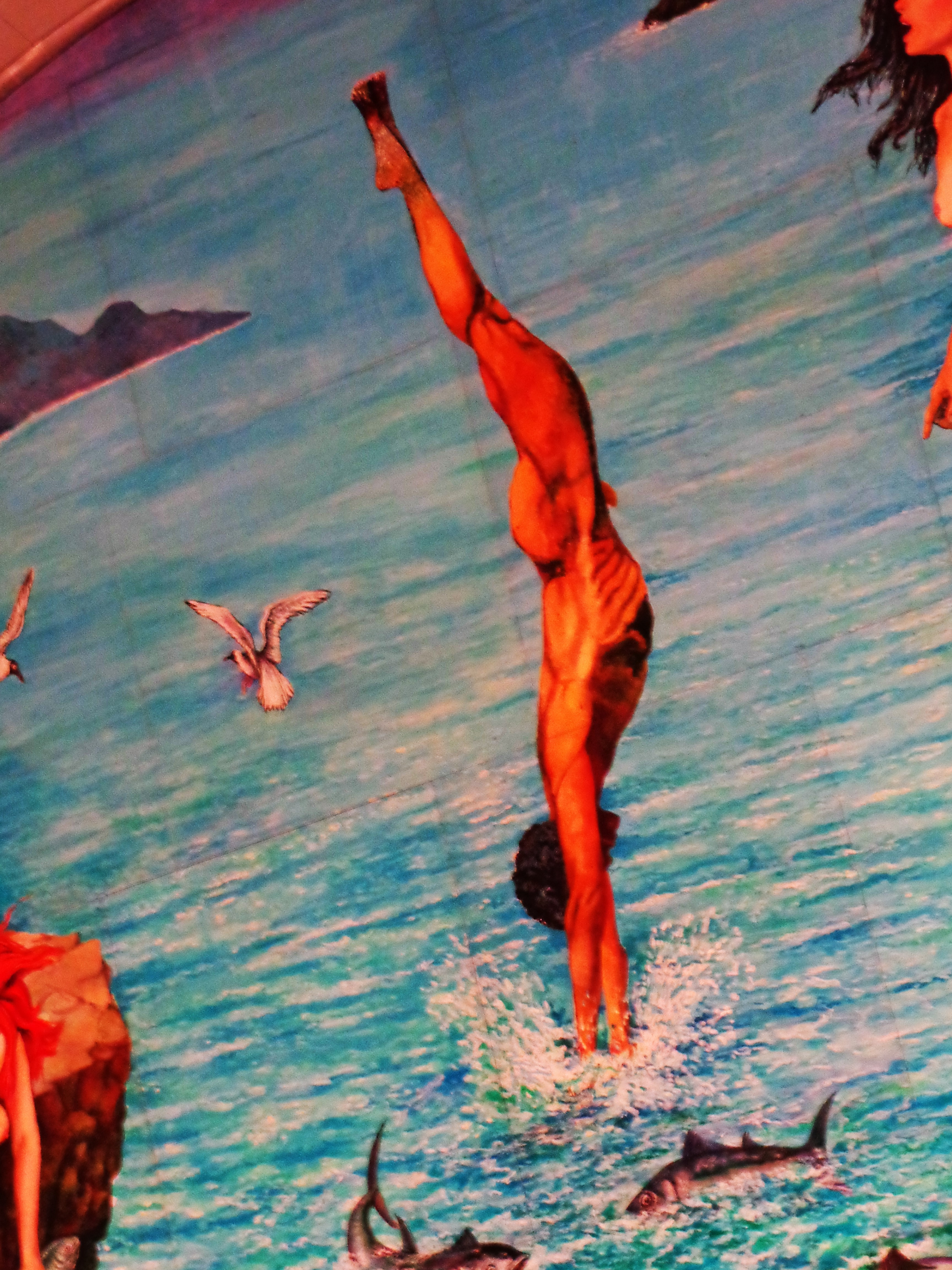
Ausschnitt eines Gemäldes von Renato Guttuso zur Sage

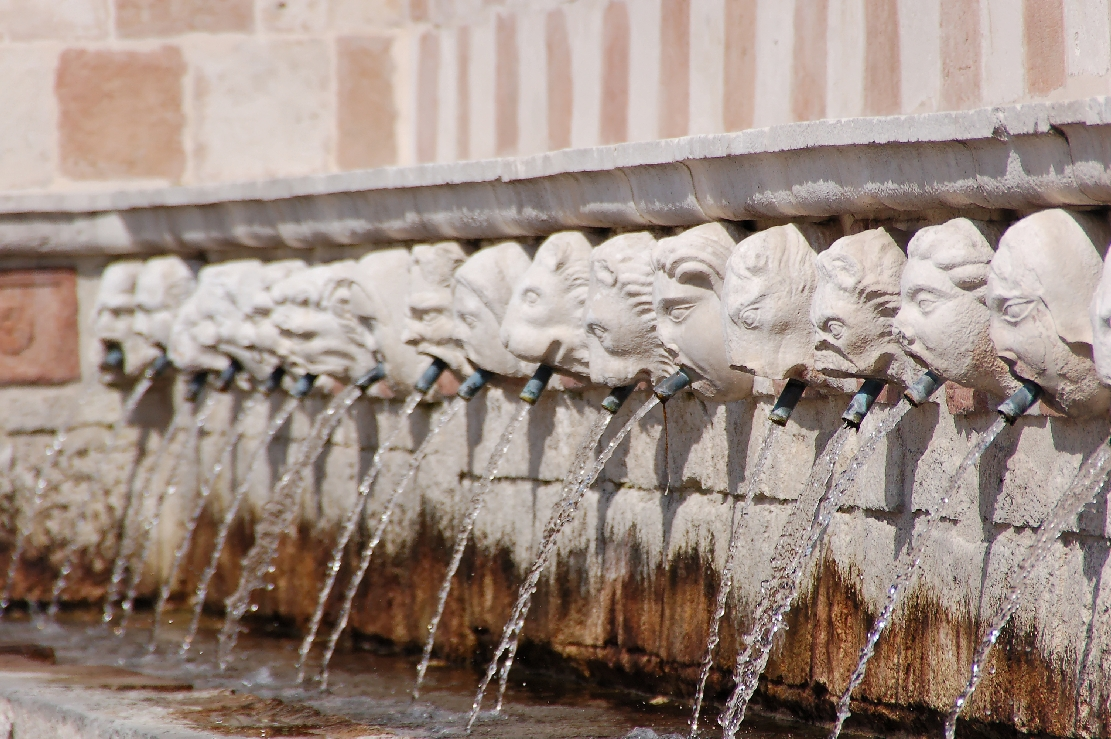
Einer der 99 Köpfe an einem Brunnen in L’Aquila soll den des Colapesce darstellen

Die Legende vom Colapesce (italienisch Leggenda di Colapesce) ist eine tradierte, mittelalterliche Sage, die sich auf dem Meer vor Sizilien abgespielt haben soll.

## Legende
Colapesce oder auch Cola Pesce, eigentlich Nikolaus, kurz Cola genannt, war Sohn eines Fischers aus Messina. Es wird erzählt, dass er oft zum Meeresgrund tauchte und anschließend von den Wundern und den Schönheiten berichtete, die er dort sah. Er soll sogar einmal einen Schatz mitgebracht haben. Diese Erzählungen erreichten auch den Kaiser von Sizilien, Friedrich II., der darauf die Fähigkeiten des Fischersohnes testen wollte. Der Kaiser ging daher mit einigen Beratern in einem Boot aufs Meer und warf eine Tasse ins Wasser, die sofort von Colapesce wieder heraufgeholt wurde. Der König war noch nicht zufrieden und warf seine Krone in tieferes Wasser und Colapesce holte sie wieder zurück nach oben. Beim dritten Mal soll Friedrich einen Ring in noch tieferes Wasser geworfen haben, doch Colaspesce erschien nicht mehr zurück an der Oberfläche.
Glaubt man der Legende, so sah Colapesce bei seinem letzten Tauchgang für Friedrich, dass Sizilien auf drei Säulen gebaut ist, von denen eine verrostet war, und er beschloss, unter Wasser zu bleiben und für den Kaiser die Säule zu unterstützen, damit die Insel nicht unterginge und er stütze sie noch heute. Wenn die Insel bebt, so heißt es, sei er erschöpft und wechsle die Schulter.
Es gibt mehr als zehn Versionen dieser Legende, diese ist aber die am häufigsten rezipierte.

## Rezeption
Friedrich Schiller verfasste die Ballade Der Taucher, die sich um diese Legende rankt. Aufgrund welcher Informationen Schiller das Thema aufgriff, ist heute umstritten; er könnte durch einen Briefwechsel mit Johann Wolfgang Goethe darauf aufmerksam geworden sein, aber auch eine Inspiration durch den aufklärerischen Johann August Ephraim Goeze ist möglich. 1956 erschien von Italo Calvino eine umfangreiche italienische Märchensammlung mit 200 Sagen und Legenden, in der die Legende vom Colapesce ebenfalls behandelt wird.
Der Schweizer Schriftsteller Conrad Ferdinand Meyer schrieb ein Sonett Nicola Pesce, in dem die Gründe für Nicolas Wahl des Meeres als Lebensort angedeutet werden. Einen kurzen Auftritt hat Cola Pesce als Taucher Nicolas in Jules Vernes Roman
Zwanzigtausend Meilen unter dem Meer, Zweiter Teil, Kapitel 6.
Die Legende ist auf Sizilien immer noch präsent. Viele Sänger und Geschichtenerzähler haben dieser Figur ihre Werke gewidmet. Dazu gehören Otello Profazio, Folk-Sänger aus Kalabrien und Autor des Liedes Colapesce, der Sizilianer Tobia Rinaldo, der zusammen mit der Volksmusikgruppe I Cariddi das Lied „La leggenda di Colapesce“ aufnahm sowie die Gruppe Vucciria. Das Volksmusikensemble Kàlamos aus Galati Mamertino (Prov. Messina) hat zusammen mit dem Museo della cultura populäre dei Monti Peloritani (Gesso, Prov. Messina) und dem ehemaligen deutschen Generalkonsulat in Neapel eine sizilianisch-deutsche Version, die auf Texten von Italo Calvino, Friedrich von Schiller und Franz von Kleist beruht, komponiert und mehrfach, u. a. in Messina, Neapel, Villa Vigoni und Schloss Prösels (Südtirol) aufgeführt.
Renato Guttuso hat das Deckengemälde mit einer allegorischen Figurengruppe dieser Sage im Theater Teatro Vittorio Emanuele II in Messina gestaltet. Am Brunnen Fontana delle 99 cannelle in L’Aquila soll einer der Köpfe den des Colapesce darstellen.